# Matthias Rauchmüller

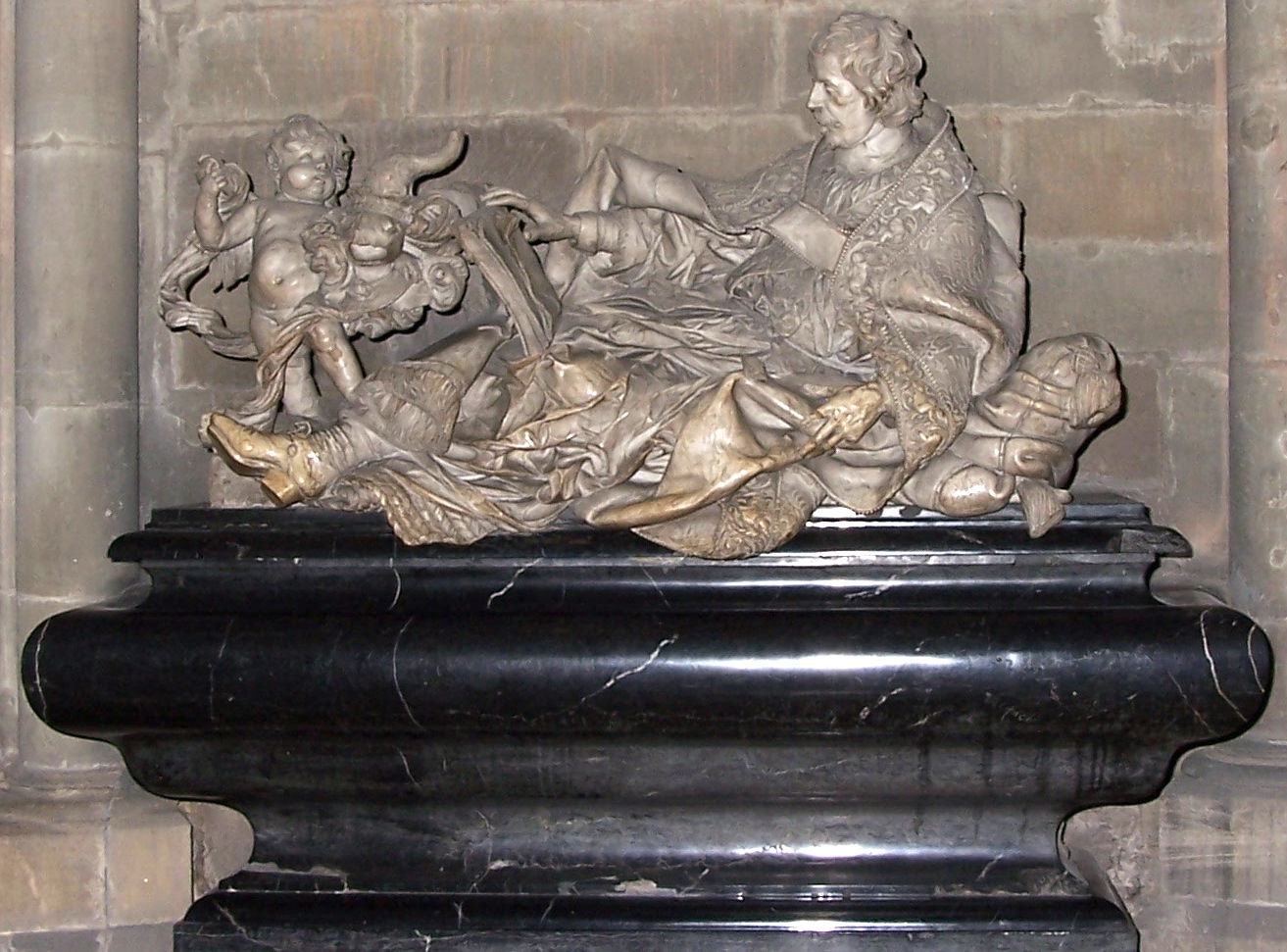
Tumba de Metternich por Rauchmiller, en la Liebfrauenkirche de Trier, Alemania

Matthias Rauchmüller, también conocido como Matthías Rauchmiller (Radolfzell, 11 de enero de 1645 - (Viena, 5 de febrero de 1686), fue un pintor, escultor y tallador de marfil alemán.
Sus obras más conocidas son la tumba de Karl Heinrich von Metternich-Winneburg, arzobispo-elector de Maguncia y obispo de Worms. Suyo es también el modelo que utilizó Jan Brokoff para la estatua de San Juan Nepomuceno situada en el Puente de Carlos de Praga.